# Лылово
 Лылово  — посёлок в Гайском районе Оренбургской области.

## География
Посёлок расположен на реке Большая Каяла. К северу-востоку располагается бывшая боевая позиция зенитно-ракетного комплекса (ЗРК) С-75/С-200. Рядом с поселком проходит трасса Оренбург-Орск (Р336) и газопровод.

## История
В 1867—1868 годах в верховьях реки Большая Каяла, появилось несколько землянок переселенцев с Украины. Хутор назвали Лылов по фамилии одного из первых поселенцев. Земли под хутор для пашни пастьбы скота арендовали у местных башкир из деревни Старохалилово.
В 1930 году на базе хутора организовали свиноводческий совхоз — «Воронежский». Совхозу отвели часть земель, изъятых у сел Воскресенка, Воронежское и хутора Благовещенский. Основные постройки совхоз построил на правом берегу реки. На ней отсыпали плотину и зарыбили пруд.
В засушливые 1932—1936 годы сюда приехали некоторое семья из Поволжья, а также из пос. Халилово. Во время войны работники совхоза выезжали в освобожденные от оккупации районы на работы по восстановлению народного хозяйства.
В апреле 1962 года дирекция укрупненного совхоза переехала в пос. Халилово. В селе Лылове осталось отделение № 1 совхоза.
До 1 июня 2015 года входил в состав Халиловского поссовета.
1 июня 2015 года муниципальные образования сельские поселения Губерлинский сельсовет, Ириклинский поссовет, Камейкинский сельсовет, Колпакский сельсовет, Новониколаевский сельсовет, Новопетропавловский сельсовет, Репинский сельсовет, Халиловский поссовет Гайского района Оренбургской области объединены с городским округом город Гай в Гайский городской округ.

## Население
| 1975 | 1997 | 2002 | 2010 |
| ---- | ---- | ---- | ---- |
| 554  | ↘377 | ↘358 | ↘296 |